# Struktura zasiewów
Struktura zasiewów – procentowy udział każdej z grup czy gatunków roślin uprawianych na całkowitej powierzchni gruntów ornych (poza ugorami). W gospodarstwie odnosi się do każdego płodozmianu, ale może dotyczyć także kraju. Na przykład w Polsce w roku 2002 struktura zasiewów była następująca:
- 77,1% (8293,7 tys. ha) – zboża,
- 7,5% (803,4 tys. ha) – ziemniaki,
- 5,2% (562,1 tys. ha) – rośliny pastewne,
- 7,0% (757,5 tys. ha) – rośliny przemysłowe,
- 0,4% (45,4 tys. ha) – rośliny strączkowe,
- 2,8% (302,2 tys. ha) – pozostałe gatunki uprawne.